# Whitendale River
Whitendale River är ett vattendrag i Storbritannien.   Det ligger i riksdelen England, i den centrala delen av landet, 300 km nordväst om huvudstaden London.